# Frank Harris Hitchcock
Frank Harris Hitchcock (Amherst, 5 de outubro de 1867 – Tucson, 25 de agosto de 1935) foi um político norte-americano pertencente ao Partido Republicano.

## Biografia
Hitchcock nasceu no dia 5 de outubro de 1867 em Amherst, Ohio, filho de Henry Hitchcock e Mary Harris. Ele passou várias semanas durante sua juventude viajando pela Região Sudoeste dos Estados Unidos e praticando ornitologia. Hitchcock se formou na Universidade Harvard em 1891 e depois na Universidade George Washington três anos depois.
Ele conheceu Theodore Roosevelt enquanto estudava em Harvard já que ambos compartilhavam uma paixão pelo estudo de pássaros. Roosevelt o ajudou em sua carreira política nacional, abrindo caminho para que Hitchcock servisse no Departamento da Agricultura e no Departamento do Comércio entre 1897 e 1905.
Hitchcock tornou-se em 1908 presidente do Comitê Nacional Republicano, gerenciando a campanha presidencial de William Howard Taft na eleição do mesmo ano. Como recompensa, Taft, o nomeou em 1909 para ser seu Diretor-geral dos Correios. Ele procurou reformar o Departamento dos Correios, esperando recuperar perdas financeiras vindas das entregas de jornais e revistas, além de servir pessoas que moravam em áreas rurais.
O departamento afirmou que estava realizando um serviço público de educação ao realizar a entrega de periódicos, algo aprovado pelo presidente. Hitchcock também implementou um sistema de economias postais e o transporte de cartas por meio de aviões em 1911. A criação das entregas áreas foi algo que ele considerou uma das maiores realizações de sua vida.
Hitchcock comprou em 1910 o jornal Tucson Daily Citizen de Tucson, Arizona, junto com  James T. Williams e Allan B. Jaynes. Ele deixou o governo federal em 1913, mudando-se para Tucson em 1928. Lá ajudou na criação do Monumento Nacional de Saguaro e na aquisição de fundos para a expansão da Universidade do Arizona.
Ele permaneceu uma pessoa influente no Partido Republicano até o fim da sua vida, com o ex-presidente Herbert Hoover visitando-o para conselhos políticos algumas semanas antes de sua morte. Hitchcock nunca se casou e morreu em Tucson no dia 25 de agosto de 1935 aos 67 anos de idade.